# كريستوفر دارك
كريستوفر دارك (بالإنجليزية: Christopher Dark)‏ مواليد 21 أبريل 1920 في ذا برونكس، الولايات المتحدة - الوفاة 10 أكتوبر 1971 في لوس أنجلوس، الولايات المتحدة، هو ممثل أمريكي بدأ مسيرته الفنية سنة 1955. من أعماله كيف غلب الغرب.

## روابط خارجية
- كريستوفر دارك على موقع IMDb (الإنجليزية)
- كريستوفر دارك على موقع أول موفي (الإنجليزية)
- كريستوفر دارك على موقع قاعدة بيانات الفيلم (الإنجليزية)